# Championnat de Guadeloupe de football 2022-2023
Navigation
Édition précédente Édition suivante
La saison 2022-2023 du championnat de Guadeloupe de football de Régionale 1 met aux prises dix-huit clubs pour le titre de champion de Guadeloupe de football.
Afin de retrouver un format classique pré-pandémie avec une poule unique de quatorze formations, cinq équipes seront automatiquement reléguées en Régionale 2 et deux autres places seront mises en jeu dans le cadre de barrages avec des formations de deuxième division. Le CERFA FC, pôle de formation en Guadeloupe, dispose toujours du statut d'invité et ne peut être relégué en Régionale 2. Le champion est quant à lui qualifié pour la nouvelle Coupe de la Caraïbe 2023.

## Format
Le format est le suivant :
- Dix-huit équipes réparties en deux groupes de neuf équipes qui s'affrontent dans un format aller-retour ;
- Chaque formation joue seize rencontres au cours de la première phase, huit à domicile et huit à l'extérieur face aux rivaux de la même poule ;
- Les quatre premiers de chaque groupe de la première phase se qualifient pour la poule Élite régionale composée de huit équipes ;
- Les cinq autres équipes de chaque groupe de la première phase se retrouvent pour la poule de relégation composée de dix équipes ;
- Dans une deuxième phase, chaque club affronte à deux reprises les équipes de sa poule ayant appartenu au groupe opposé durant la première phase. Ainsi, pour la poule Élite régionale, un total de huit matchs sont disputés pour chacune des formations tandis que ce nombre est de dix rencontres pour la poule de relégation ;
- Les points obtenus au cours de la première phase face aux équipes du groupe d'appartenance de chaque club sont conservés pour la deuxième phase ;
- Le titre de champion de Guadeloupe est décerné au terme de la seconde phase pour la poule Élite régionale ;
- Les quatre premières formations de la poule Élite régionale sont qualifiées pour la prochaine Coupe VYV de la Ligue Antilles-Guyane ;
- Les cinq équipes les moins bien classées de la poule de relégation sont reléguées en Régionale 2 pour la saison 2023-2024 ;
- Un système de barrage est mis en place au terme de la deuxième phase mettant aux prises le huitième de la poule Élite régionale, le cinquième de la poule de relégation et les deuxièmes de chaque poule de Régionale 2.

## Participants
Un total de dix-huit équipes participent au championnat, quinze d'entre elles étant déjà présentes la saison précédente, auxquelles s'ajoutent trois promus de Régionale 2 que sont l'AS Dynamo Le Moule, le Club sportif capesterrien Belle-Eau et l'Association omnisports gourbeyrienne qui remplacent l'Arsenal Club, le RC Basse-Terre, le CA Marquisat, l'Unité sainte rosienne ainsi que l'Amical Club de Marie-Galante relégués à l'issue de l'édition précédente.
| \| Gosier Vieux-Habitants SSBM SCBM USBM Phare La Gauloise Lamentin Red Star CS Moulien Dynamo Le Moule Sainte-Anne CERFA, Évolution, Siroco Morne-à-l'Eau AO Gourbeyrienne CS capesterrien Belle-Eau \| Localisation des équipes engagées. |
| Gosier Vieux-Habitants SSBM SCBM USBM Phare La Gauloise Lamentin Red Star CS Moulien Dynamo Le Moule Sainte-Anne CERFA, Évolution, Siroco Morne-à-l'Eau AO Gourbeyrienne CS capesterrien Belle-Eau                                          |

Légende des couleurs
- Champion
- Promu de Régionale 2

| Club                                 | Classement 2021-2022 | Stade                         | Ville                |
| ------------------------------------ | -------------------- | ----------------------------- | -------------------- |
| Solidarité scolaire de Baie-Mahault  | Champion             | Stade Fiesque-Duchesne        | Baie-Mahault         |
| La Gauloise de Basse-Terre           | Finaliste            | Stade Louis-André             | Basse-Terre          |
| Phare du Canal                       | 3e                   | Stade Cyrano-Arrendel         | Petit-Canal          |
| AS Gosier                            | 4e                   | Stade Roger-Zami              | Le Gosier            |
| CS Moulien                           | 3e Gr. B             | Stade Jacques-Ponrémy         | Le Moule             |
| US Baie-Mahault                      | 4e Gr. B             | Stade Fiesque-Duchesne        | Baie-Mahault         |
| L'Étoile de Morne-à-l'Eau            | 3e Gr. A             | Stade Pierre-Monnerville      | Morne-à-l'Eau        |
| Jeunesse Évolution                   | 4e Gr. A             | Stade René-Serge-Nabajoth     | Les Abymes           |
| ASC Siroco Les Abymes                | 5e Gr. B             | Stade René-Serge-Nabajoth     | Les Abymes           |
| Stade lamentinois                    | 5e Gr. A             | Stade Germain-Barbier         | Lamentin             |
| JS Vieux-Habitants                   | 6e Gr. B             | Stade municipal               | Vieux-Habitants      |
| Red Star de Pointe-à-Pitre           | 6e Gr. A             | Stade René-Serge-Nabajoth     | Pointe-à-Pitre       |
| CERFA FC                             | 7e Gr. B             | Stade René-Serge-Nabajoth     | Les Abymes           |
| Juventus de Sainte-Anne              | 7e Gr. A             | Stade Valette                 | Sainte-Anne          |
| SC Baie-Mahault                      | 8e Gr. A             | Stade Claude-Virapin-Calvaire | Baie-Mahault         |
| AS Dynamo Le Moule                   | Régionale 2          | Stade Jacques-Ponrémy         | Le Moule             |
| Club sportif capesterrien Belle-Eau  | Régionale 2          | Stade de Capesterre-Belle-Eau | Capesterre-Belle-Eau |
| Association omnisports gourbeyrienne | Régionale 2          | Complexe sportif Luc-Sonor    | Gourbeyre            |

## Compétition

### Première phase
Pour la première phase, les dix-huit équipes sont réparties en deux groupes de neuf après un tirage au sort effectué le 27 juillet 2022.
Après seize rencontres de championnat où chaque club affronte à deux reprises (une fois à domicile, une fois à l'extérieur) ses rivaux de la même poule, les quatre premières équipes de chaque groupe sont qualifiées pour la poule Élite régionale. Les cinq équipes classées de la cinquième à la neuvième position se retrouvent dans la poule de relégation.
Les classements sont basés sur le barème de points suivant (victoire à 4 points, match nul à 2, défaite à 1).
Le départage final se fait selon les critères suivants :
- Le nombre de points.
- La différence de buts générale.
- Le nombre de buts marqués.

| Rang | Équipe                              | Pts | J  | G  | N | P  | Bp | Bc | Diff |
| ---- | ----------------------------------- | --- | -- | -- | - | -- | -- | -- | ---- |
| 1    | CS Moulien                          | 54  | 16 | 12 | 2 | 2  | 40 | 11 | +29  |
| 2    | La Gauloise de Basse-Terre          | 54  | 16 | 12 | 2 | 2  | 37 | 8  | +29  |
| 3    | Jeunesse Évolution                  | 43  | 16 | 8  | 3 | 5  | 20 | 17 | +3   |
| 4    | AS Gosier                           | 42  | 16 | 8  | 2 | 6  | 26 | 27 | -1   |
| 5    | SC Baie-Mahault                     | 39  | 16 | 7  | 2 | 7  | 19 | 26 | -7   |
| 6    | CERFA FC                            | 33  | 16 | 5  | 2 | 9  | 20 | 26 | -6   |
| 7    | JS Vieux-Habitants                  | 29  | 16 | 3  | 4 | 9  | 17 | 26 | -9   |
| 8    | Red Star de Pointe-à-Pitre          | 29  | 16 | 4  | 2 | 10 | 14 | 27 | -13  |
| 9    | Club sportif capesterrien Belle-Eau | 25  | 16 | 2  | 3 | 11 | 10 | 35 | -25  |

| Rang | Équipe                                | Pts | J  | G  | N | P  | Bp | Bc | Diff |
| ---- | ------------------------------------- | --- | -- | -- | - | -- | -- | -- | ---- |
| 1    | Solidarité scolaire de Baie-Mahault T | 51  | 16 | 10 | 5 | 1  | 39 | 18 | +21  |
| 2    | L'Étoile de Morne-à-l'Eau             | 47  | 16 | 9  | 4 | 3  | 29 | 17 | +12  |
| 3    | Phare du Canal                        | 43  | 17 | 7  | 6 | 3  | 26 | 16 | +10  |
| 4    | US Baie-Mahault                       | 43  | 16 | 8  | 3 | 5  | 24 | 19 | +5   |
| 5    | ASC Siroco Les Abymes                 | 37  | 16 | 6  | 3 | 7  | 24 | 26 | -2   |
| 6    | AS Dynamo Le Moule                    | 32  | 16 | 5  | 2 | 9  | 25 | 31 | -6   |
| 7    | Juventus de Sainte-Anne               | 32  | 16 | 4  | 4 | 8  | 26 | 34 | -8   |
| 8    | Association omnisports gourbeyrienne  | 32  | 16 | 5  | 1 | 10 | 18 | 35 | -17  |
| 9    | Stade lamentinois                     | 27  | 16 | 3  | 2 | 11 | 17 | 32 | -15  |

- Qualification pour la poule Élite régionale
- Qualification pour la poule de relégation

T : Tenant du titre

P : Promu de Régionale 2

### Deuxième phase
Dans cette deuxième phase, chaque club affronte à deux reprises les équipes de sa poule ayant appartenu au groupe opposé durant la première phase. Ainsi, pour la poule Élite régionale, un total de huit matchs sont disputés pour chacune des formations tandis que ce nombre est de dix rencontres pour la poule de relégation. Également, les points obtenus au cours de la première phase face aux équipes du groupe d'appartenance de chaque club sont conservés.

#### Poule Élite régionale
L'équipe la mieux classée de cette poule Élite régionale est sacrée championne de Guadeloupe pour la saison 2023-2024. Les quatre premières formations sont qualifiées pour la prochaine Coupe VYV de la Ligue Antilles-Guyane. Un barrage de repêchage est organisé où le huitième de la poule affronte en format aller-retour le perdant du match de classement entre le deuxième de chaque poule de Régionale 2.
| Rang | Équipe | Pts | J | G | N | P | Bp | Bc | Diff |
| ---- | ------ | --- | - | - | - | - | -- | -- | ---- |
| 1    |        | 0   | 0 | 0 | 0 | 0 | 0  | 0  | 0    |
| 2    |        | 0   | 0 | 0 | 0 | 0 | 0  | 0  | 0    |
| 3    |        | 0   | 0 | 0 | 0 | 0 | 0  | 0  | 0    |
| 4    |        | 0   | 0 | 0 | 0 | 0 | 0  | 0  | 0    |
| 5    |        | 0   | 0 | 0 | 0 | 0 | 0  | 0  | 0    |
| 6    |        | 0   | 0 | 0 | 0 | 0 | 0  | 0  | 0    |
| 7    |        | 0   | 0 | 0 | 0 | 0 | 0  | 0  | 0    |
| 8    |        | 0   | 0 | 0 | 0 | 0 | 0  | 0  | 0    |

- Champion de Guadeloupe 2022-2023 et qualification pour la Coupe VYV de la Ligue Antilles-Guyane
- Qualification pour la Coupe VYV de la Ligue Antilles-Guyane
- Qualification pour le barrage de repêchage

T : Tenant du titre

P : Promu de Régionale 2

#### Poule de relégation
Les équipes classées de la sixième à la dixième place de cette poule sont directement reléguées en Régionale 2 pour la saison 2023-2024. Le cinquième dispute un barrage d'accession face au vainqueur du match de classement entre le deuxième de chaque poule de Régionale 2.
| Rang | Équipe | Pts | J | G | N | P | Bp | Bc | Diff |
| ---- | ------ | --- | - | - | - | - | -- | -- | ---- |
| 1    |        | 0   | 0 | 0 | 0 | 0 | 0  | 0  | 0    |
| 2    |        | 0   | 0 | 0 | 0 | 0 | 0  | 0  | 0    |
| 3    |        | 0   | 0 | 0 | 0 | 0 | 0  | 0  | 0    |
| 4    |        | 0   | 0 | 0 | 0 | 0 | 0  | 0  | 0    |
| 5    |        | 0   | 0 | 0 | 0 | 0 | 0  | 0  | 0    |
| 6    |        | 0   | 0 | 0 | 0 | 0 | 0  | 0  | 0    |
| 7    |        | 0   | 0 | 0 | 0 | 0 | 0  | 0  | 0    |
| 8    |        | 0   | 0 | 0 | 0 | 0 | 0  | 0  | 0    |
| 9    |        | 0   | 0 | 0 | 0 | 0 | 0  | 0  | 0    |
| 10   |        | 0   | 0 | 0 | 0 | 0 | 0  | 0  | 0    |

- Qualification pour le barrage d'accession
- Relégation directe en Régionale 2

T : Tenant du titre

P : Promu de Régionale 2

## Bilan du tournoi
| Championnat de Guadeloupe de football 2022-2023 |         |
| Champion                                        |         |
| Qualifications continentales                    |         |
| Coupe de la Caraïbe 2023                        | À venir |
| Promotions et relégations                       |         |
| Promus en Régionale 1                           |         |
| Relégués en Régionale 2                         |         |